# Toboggan

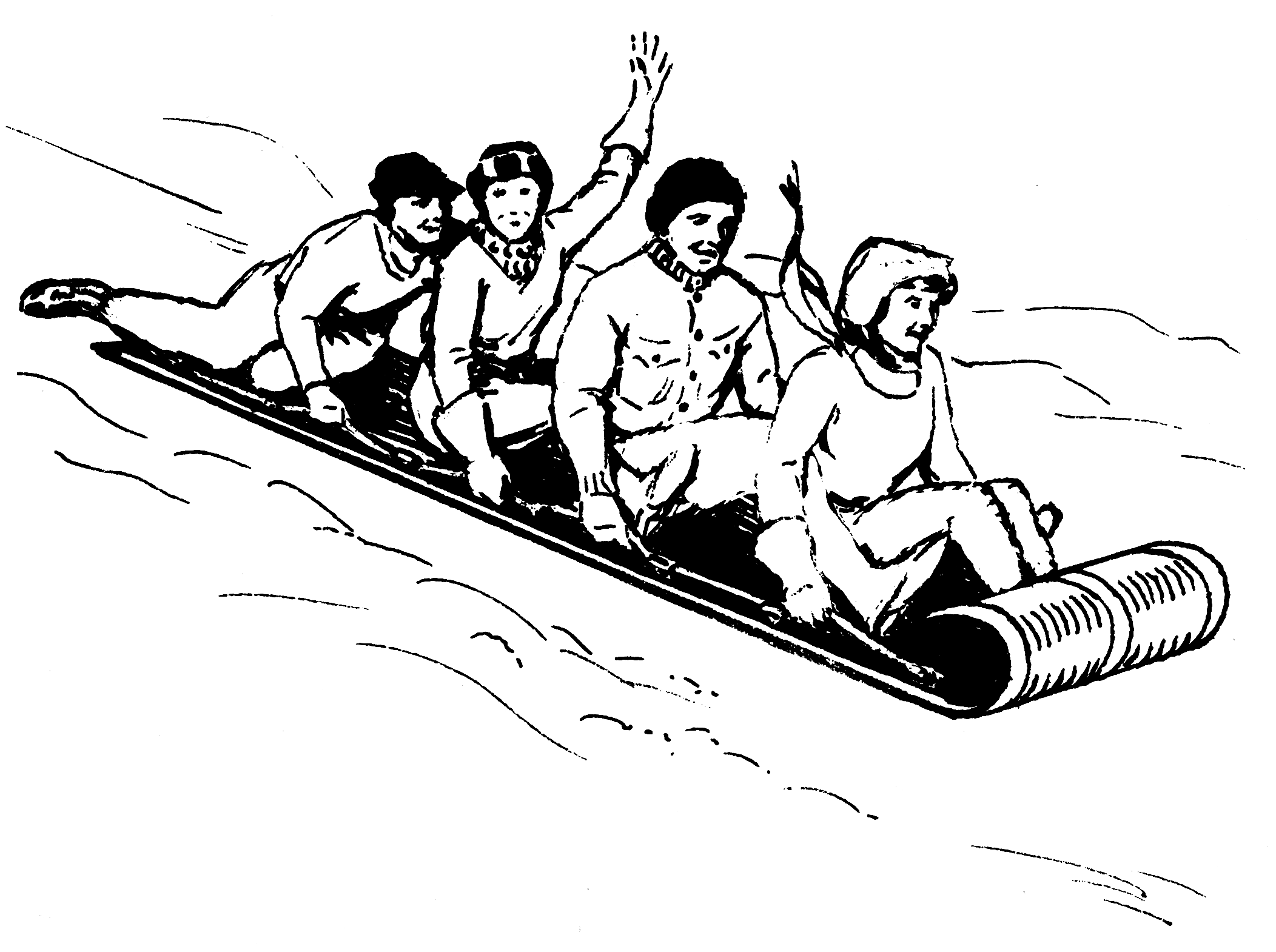
Toboggan im Wintersport

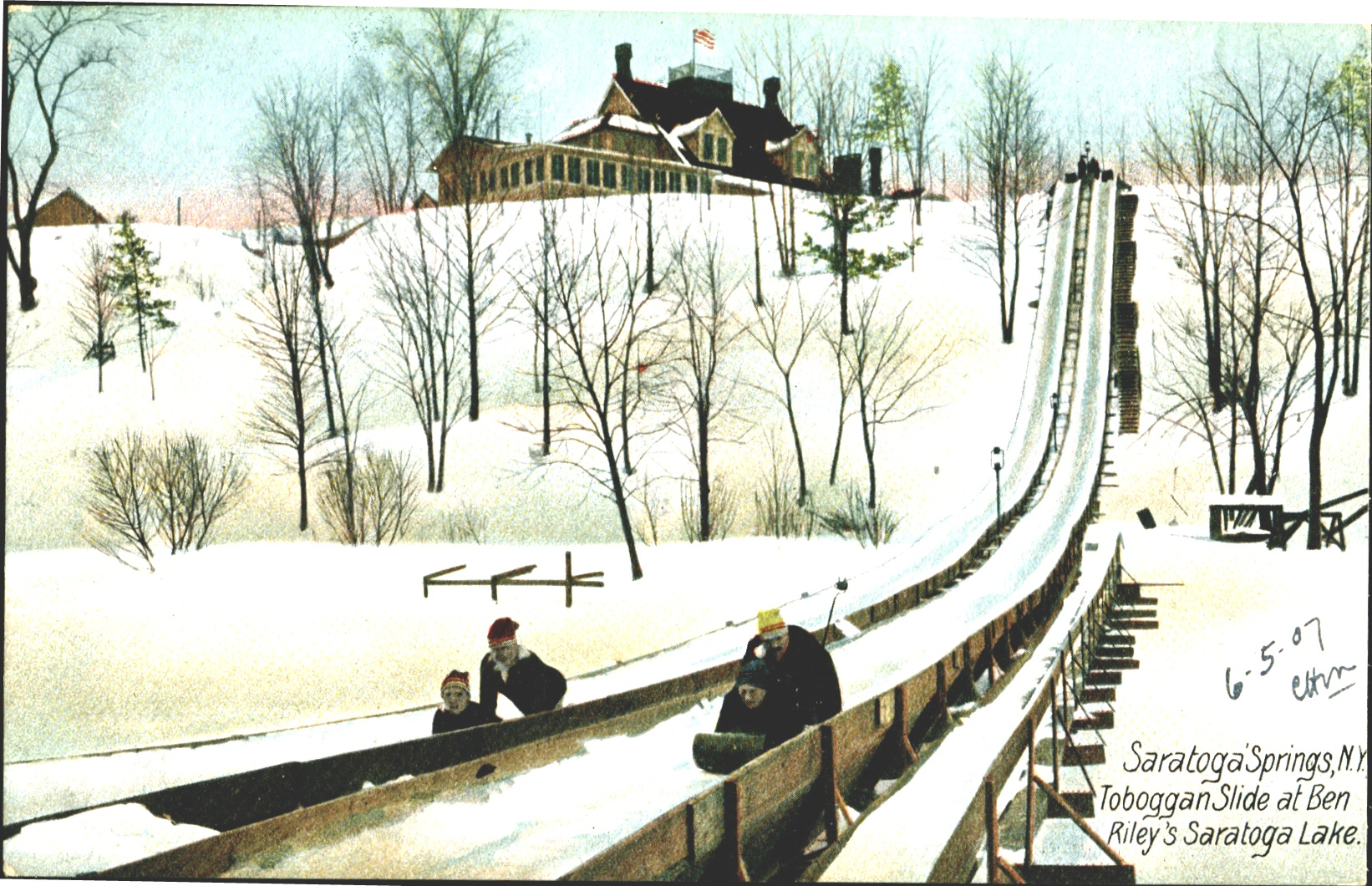
Toboggan-Rutsche auf einer Ansichtskarte von 1907

Ein Toboggan ist ein kufenloser Schlitten der nordamerikanischen Ureinwohner der Subarktis, insbesondere der Cree und Innu in Kanada. Das Wort Toboggan stammt aus der Sprache der Mi’kmaq. Der Toboggan besteht aus Birkenholz, ist ein Transportmittel und wird von Hunden oder Menschen gezogen.
Die Innu fertigen den Toboggan aus einem oder mehreren dünnen Birkenbrettern, die mit Lederriemen verbunden werden. Es gibt den Toboggan in verschiedenen Breiten, der schmalste ist etwa 30 cm breit, 1,80 m lang und am Vorderteil hochgebogen. Auf der Oberseite ist er oft mit Leder bezogen. Der Toboggan wurde früher hauptsächlich zum Transport von Fallen, Jagdgeräten und erlegtem Wild benutzt, wobei sich die Indianer beim Ziehen ablösten. Die weißen Siedler übernahmen dieses praktische Fahrzeug. Die Kanadier benutzen es heute als Wintersportgerät.
Seit 1906 befindet sich auf dem Münchner Oktoberfest ein Toboggan genanntes Fahrgeschäft. Bei diesem rutschen die Besucher, nachdem sie über einen steilen und schnelllaufenden Fahrsteig nach oben befördert wurden, mit Toboggan-ähnlichen Teppichen eine Rutsche hinab.
Im Wiener Prater wurde 1913 der Toboggan im Wurstelprater erstmals eröffnet. Er brannte während des Zweiten Weltkrieges komplett ab und wurde 1947 anhand von alten Plänen originalgetreu wieder errichtet. Im Jahr 2000 musste der Toboggan aus Sicherheitsgründen geschlossen werden. 2009 wurde die 100 Meter lange Rutsche generalsaniert und denkmalgeschützt und ist seitdem wieder für die Gäste zugänglich.